# Liste von Persönlichkeiten der Stadt Winterthur
Diese Liste enthält in Winterthur geborene Persönlichkeiten sowie solche, die in Winterthur ihren Wirkungskreis hatten, ohne dort geboren zu sein. Beide Abschnitte sind jeweils chronologisch nach dem Geburtsjahr sortiert. Die Liste erhebt keinen Anspruch auf Vollständigkeit.

## In Winterthur geborene Persönlichkeiten

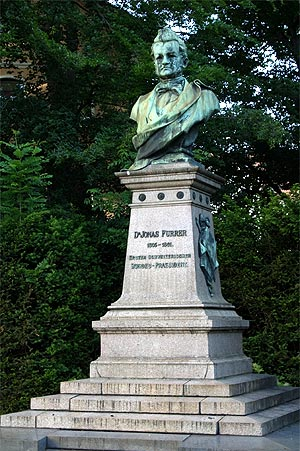
Denkmal für Jonas Furrer, erster Bundespräsident der Schweiz

### Bis 1800
- Johannes von Winterthur (um 1300 – 1348/49), Franziskanerbruder und Chronist
- Hans Haggenberg (um 1450 – um 1515), Maler
- Laurentius Liechti (um 1489 – 1545), Begründer der Uhrmacherdynastie Liechti
- Alban Thorer (um 1489 – 1550), Mediziner, Philologe, Rektor, Übersetzer und Herausgeber
- Laurentius Bosshart (um 1490 – 1532), Chronist
- Johannes Buchstab (1499–1528), Autor der Gegenreformation
- Erhard Liechti (um 1530 – 1591), Uhrmacher
- Johann Wilhelm Stucki (1542–1607), evangelischer Theologe, Philologe und Historiker
- Ludwig Pfau I. (um 1547 – 1597), Begründer der Ofenbauerdynastie Pfau
- Melchior Steiner (1630–1690), Kaufmann
- Felix Meyer (1653–1713), Maler
- Hans Georg Steiner (1654–1734), Baumwollfabrikant und Schultheiss der Stadt Winterthur
- Johann Ulrich Schellenberg (1709–1795), Maler
- Johann Jakob Goldschmid (1715–1769), Gerber, Stadtrat, Jäger, Sammler und Chronist
- Johann Georg Sulzer (1720–1779), Philosoph
- Johann Ludwig Aberli (1723–1786), Maler
- Anna Barbara Reinhart (1730–1796), Mathematikerin
- Anton Graff (1736–1813), Porträtmaler
- Johann Heinrich Ziegler (1738–1818), Arzt, Chemiker und Unternehmer
- Johann Conrad Sulzer (1745–1819), 1. evangelischer Stadtpfarrer
- Johann Rudolf Sulzer (1749–1828), Stadtpräsident, Politiker, Unternehmer und Schriftsteller
- Christoph Kaufmann (1753–1795), Namensgeber des Begriffs „Sturm und Drang“
- Johann Heinrich Troll (1756–1824), Maler und Grafiker
- Ulrich Hegner (1759–1840), Schriftsteller
- Johann Jacob Rieter (1762–1826), Unternehmer und Grossrat des Kantons Zürich
- Johann Jakob Biedermann (1763–1830), Maler, Grafiker und Radierer
- Hans Jacob Rieter (1766–1811), Textilunternehmer, ermordet auf der Rückreise von der Frankfurter Messe
- Karl Emanuel Steiner (1771–1846), Arzt und Politiker
- Jakob Ziegler-Pellis (1775–1863), Chemiker, Unternehmer und Zürcher Kantonsrat
- Emanuel Steiner (1778–1831), Maler und Radierer
- Johann Jakob Sulzer (1782–1853), Giesser
- Salomon Hegner (1789–1869), Ingenieur
- Johann Rudolf Sulzer (1789–1850), Statthalter, Regierungs- und Grossrat

### 1801 bis 1850

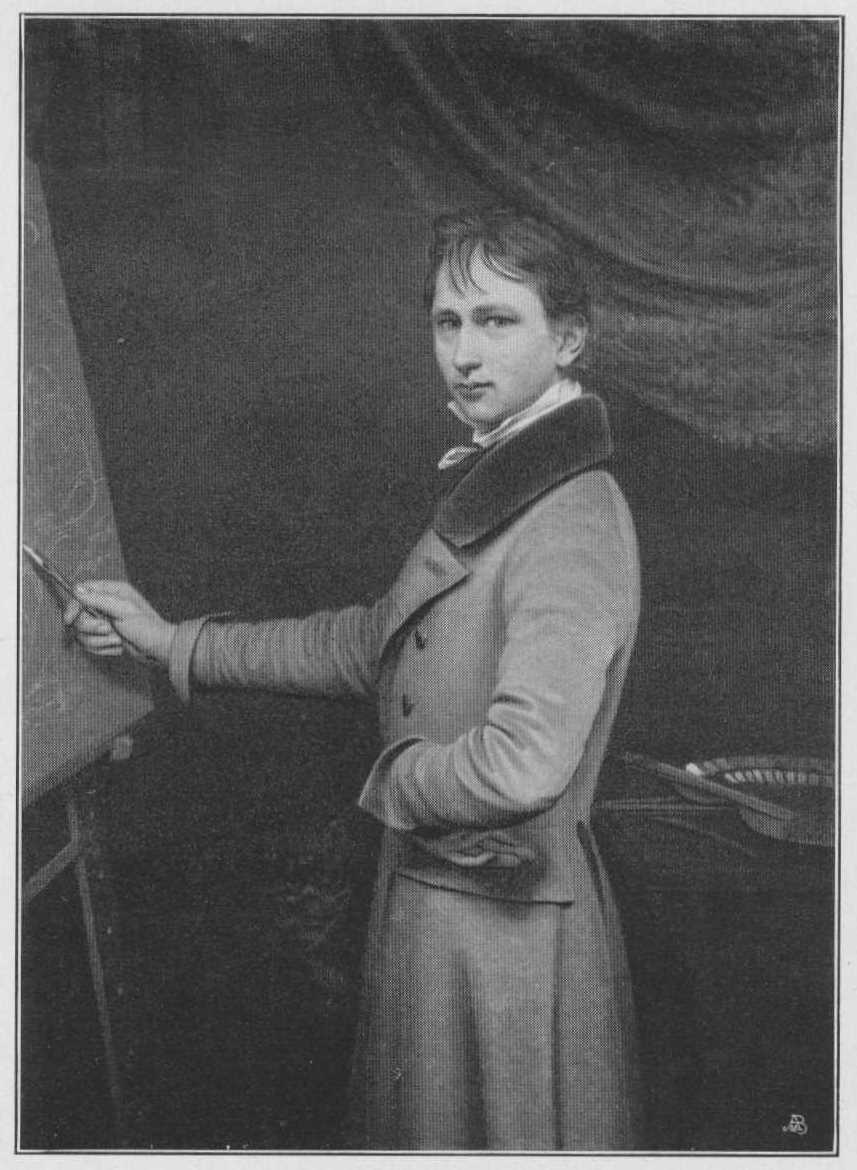
David Eduard Steiner

- Jonas Furrer (1805–1861), Politiker, erster Bundespräsident der Schweiz
- Johann Caspar Weidenmann (1805–1850), Maler, Zeichner und Kopist
- Johann Jakob Sulzer (1806–1883), Unternehmer und Eisengiesser
- Johann Georg Deller (1808–1879), Winterthurer Bauunternehmer
- David Eduard Steiner (1811–1860), Maler, Radierer und Lithograf
- Heinrich Rieter (1814–1889), Industrieller und Politiker
- August Weckesser (1821–1899), Historienmaler
- Kaspar Weinmann (1827–1888), Oberförster der Stadt Winterthur und Begründer der modernen Forstwirtschaft
- Konrad Grob (1828–1904), Lithograf und Maler
- Gottlieb Ziegler (1828–1898), reformierter Geistlicher und Politiker
- Julius Rieter (1830–1897), Landschaftsmaler und Zeichner
- Karl Haggenmacher (1835–1921), Mühleningenieur und Erfinder
- Heinrich Sulzer-Steiner (1837–1906), Ingenieur und Maschinenfabrikant
- Friedrich Imhoof-Blumer (1838–1920), Numismatiker
- Rudolf Morf (1839–1925), Gewerkschafter und Politiker
- Robert Bindschedler (1844–1901), Chemiker und Industrieller
- Albert Jucker (1844–1885), Unternehmer
- Emil Kaspar Studer (1844–1927), Architekt und Professor
- Heinrich Müller-Jelmoli (1844–1935), Versicherungsmanager und Schriftsteller
- Fritz Rieter-Bodmer (1849–1896), Kaufmann
- Otto Kronauer (1850–1922), Jurist und Bundesanwalt

### 1851 bis 1900
- Adolf Weiler (1851–1916), Mathematiker
- Robert Keller (1854–1939), Lehrer, Rektor und Botaniker
- Eduard Sulzer-Ziegler (1854–1913), Unternehmer und Politiker
- Jakob Christoph Heer (1859–1925), Schriftsteller 1
- Walter Heinrich Müller (1861–1948), Modelleur und Kunstgewerbelehrer
- Hans Sträuli (1862–1938), Stadtpräsident von Winterthur und Nationalrat
- Charles E. L. Brown (1863–1924), Maschinenkonstrukteur (Brown, Boveri & Cie)
- Martha Sommer (1863–1944), Ärztin
- Heinrich Wölfflin (1864–1945), Kunsthistoriker
- Sidney Brown (1865–1941), Maschinenkonstrukteur und Kunstsammler
- Carl Jakob Sulzer (1865–1934), Ingenieur und Maschinenfabrikant
- Gustav Keller (1867–1932), Rechtsanwalt und Politiker
- Karl Paul Täuber (1867–1948), Feinmechaniker und Elektrotechniker
- Walter Furrer (1870–1949), Architekt und Kommunalpolitiker
- Emil Walter (1872–1939), Sekundarlehrer und Politiker
- Arnold Corti (1873–1932), Chemiker und Entomologe
- Max Niedermann (1874–1954), Altphilologe
- Alfred Ernst (1875–1968), Botaniker
- Richard Krzymowski (1875–1960), Agrarwissenschaftler
- Hans Sulzer (1876–1959), Industrieller, Wirtschaftsvertreter und Diplomat
- Joan Gamper (1877–1930), Sportler und Gründer des FC Barcelona
- Friedrich Moser (1877–1964), Architekt
- Georg Reinhart (1877–1955), Kaufmann und Mäzen
- Emil Klöti (1877–1963), Stadtpräsident von Zürich sowie Kantons-, National- und Ständerat
- Ernst Wetter (1877–1963), Politiker 1
- Ernst Bachmann (1879–1955), Arzt
- Heinrich Brockmann-Jerosch (1879–1939), Botaniker
- Alfred Büchi (1879–1959), Erfinder des Abgasturboladers
- Johannes Huber (1879–1948), Jurist und Politiker
- Lebrecht Völki (1879–1937), Architekt
- Carl Montag (1880–1956), Maler und Kunstvermittler
- Hans Reinhart (1880–1963), Dichter, Übersetzer und Mäzen
- Emil Bernhard (1881–1964), Bezirksrichter, Stadtrat von Winterthur und Zürcher Kantonsrat
- Albert Thellung (1881–1928), Botaniker
- Emma Sulzer-Forrer (1882–1962), Bildhauerin
- Werner Reinhart (1884–1951), Kaufmann und Mäzen
- Oskar Reinhart (1885–1965), Kunstsammler und Mäzen
- Walther Reinhart (1886–1975), Musiker, Komponist und Autor
- Walter Baumgartner (1887–1970), Theologe
- Hans Hoffmann (1888–1955), Kunsthistoriker
- Emil Brunner (1889–1966), reformierter Theologe
- Fritz Ernst (1889–1958), Literaturwissenschaftler und Essayist
- Hans Kägi (1889–1971), Redakteur, Theaterkorrespondent und Autor
- Hans Widmer (1889–1939), Mediziner sowie Stadtpräsident und Nationalrat
- Fred Erismann (1891–1979), Theater-, Portrait- und Kulturfotograf
- Hans Kriesi (1891–1984), Lehrer und Bühnenautor
- Georgette Tentori-Klein (1893–1963), Bildhauerin und Textilkünstlerin
- Ambrosius von Albertini (1894–1971), Pathologe und Ordinarius
- Jakob Flach (1894–1982), Schriftsteller, Puppenspieler und Maler
- Fritz Bernhard (1895–1966), Maler
- Hans Morf (1896–1990), Jurist und Bundesbeamter
- Willy Bretscher (1897–1992), Journalist
- Emil Jakob Walter (1897–1984), Wissenschaftssoziologe und Politiker
- Alwine Fülscher (1898–1969), Plastikerin, Grafikerin und Malerin
- Fritz Metzger (1898–1973), Architekt
- Franz Scheibler (1898–1960), Architekt
- Werner J. Müller (1899–1986), Bildhauer, Maler und Architekt
- Max Weiler (1900–1969), Fussballspieler
- Gustav Morf (1900–1978), Arzt, Psychologe, Journalist und Politiker

### 1901 bis 1925
- Werner Ganz (1902–1995), Historiker, Mittelschullehrer und Politiker
- Robert Wehrlin (1903–1964), Maler, Grafiker, Lithograf und Illustrator
- Walter Weiler (1903–1945), Fussballspieler
- Hans Barth (1904–1965), Journalist und Philosoph
- Karl Bernhard (1904–1993), Biochemiker und Hochschullehrer
- Georges Miez (1904–1999), Turner 1
- Paul Wetzler (1905–1988), österreichischer Diplomat
- Willy Hess (1906–1997), Musikwissenschaftler und Komponist
- Heinz Keller (1906–1984), Konservator
- Esther Matossi (1906–1979), Bildhauerin, Keramikerin und Zeichnerin
- Albert Büchi (1907–1988), Radrennfahrer
- Max Bill (1908–1994), Architekt, Künstler und Designer
- Walter Siegmann (1910–2002), Politiker der Schweizerischen Volkspartei, Militär und Unternehmer
- Max Truninger (1910–1986), Maler, Lithograf und Werbegrafiker
- Erwin Hofer (1912–1995), Politiker
- Hans Hutter (1913–2006), Mitglied der Internationalen Brigaden
- Warja Lavater (1913–2007), Grafikerin und Illustratorin
- Tildy Grob-Wengér (1914–2012), Bildhauerin, Malerin, Illustratorin und Grafikerin
- Voli Geiler (1915–1992), Theater- und Filmschauspielerin
- Max Caflisch (1916–2004), Typograf
- Hans Ulrich Saas (1916–1997), Surrealistischer Maler und Radierer
- Elisabeth Meyer-Marthaler (1916–2001), Historikerin
- Hans Grob (1917–2010), Bauingenieur
- Percy Wenger (1918–1992), Grafikdesigner, Plakatkünstler und Verleger
- Walter Müller (1918–2010), Betriebswirt und Hochschullehrer
- Hans Affeltranger (1919–2002), Maler und Graphiker
- Robert Lienhard (1919–1989), Bildhauer und Metallplastiker
- Werner Weber (1919–2005), Literaturkritiker, Schriftsteller und Übersetzer
- Hans Gerschwiler (1920–2017), Eiskunstläufer
- Kurt Grob (1920–1987), Chemiker und Hochschullehrer
- Armin Hofmann (1920–2020), Grafiker, Bühnenbildner, Bildhauer und Dozent
- Rudolf Ernst Keller (1920–2014), Germanist
- Luigi Bühler (1921–2004), Schachspieler und Schachkomponist
- Gottfried Egg (1921–2010), Jass-Experte, Erfinder des Preisjassens
- Max Heiland (1921–2012), Coiffeur und Collagist
- Erich A. Kägi (1921–2014), Journalist und Publizist
- Arthur Bachmann (1922–1983), Politiker
- Hans Heinrich Egger (1922–2011), Filmeditor
- Ulrich Gaudenz Müller (1922–2005), Pionier der Computerlinguistik
- Rudolf Friedrich (1923–2013), Rechtsanwalt und Politiker
- Heiner Gross (1923–1993), Jugendschriftsteller
- Fritz Bachmann (1924–2009), Entomologe
- Walter Gross (1924–1999), Lyriker
- Henri Schmid (1924–2009), Maler und Graphiker
- Bruno Stefanini (1924–2018), Immobilienbesitzer und Kunstsammler
- Ernst Urs Trüeb (1924–2015), Kulturingenieur und Professor an der ETH Zürich
- Peter Frei (1925–2010), Althistoriker
- Ernesto Weber (1925–2008), Typograf, Grafiker und Maler

### 1926 bis 1950
- Heidi Bucher (1926–1993), Künstlerin
- Eugen Eichenberger (1926–2015), Maler, Grafiker, Lithograf und Objektkünstler
- Ernst Gebendinger (1926–2017), Turner
- Hans Ruedi Sieber (1926–2002), Maler und Graphiker
- Georg Gerster (1928–2019), Journalist, Pionier der Flugbildfotografie
- Silvio Mattioli (1929–2011), Maler, Bildhauer, Eisen- und Stahlplastiker
- Paul Späni (1929–1993), Tenor und Musikpädagoge
- Walter Vögeli (1929–2009), Plastiker und Maler
- Bruno Hunziker (1930–2000), Politiker, Parlamentarier und Wirtschaftsanwalt
- Heinrich Bruppacher (1930–2010), Maler, Zeichner und Grafiker
- Peter Spälti (1930–2010), Politiker und Manager
- Max Dünki (1932–2011), Politiker
- Werner Hurter (* 1932), Architekt und Künstler
- Richard R. Ernst (1933–2021), Chemiker (Nobelpreisträger 1991)
- Urs Plangg (1933–2019), Maler, Zeichner, Objektkünstler und Dichter
- Ursula Bagdasarjanz (* 1934), Violinistin
- Hannes Keller (1934–2022), Computerpionier, Unternehmer, Tauchpionier und Amateur-Pianist
- Niklaus Wirth (1934–2024), Informatiker
- Serge Ehrensperger (1935–2013), Schriftsteller
- Robert Hinderling (1935–2011), Hochschullehrer für germanistische Linguistik und Dialektologie
- Hans Georg Kägi (1935–1966), Maler und Zeichner
- Urs Wild (1936–2022), Chemiker
- Peter Arbenz (1937–2023), Entwicklungshelfer, Politiker (FDP) und Beamter
- Hans Heinrich Schmid (1937–2014), evangelisch-reformierter Theologe, Hochschullehrer und -rektor
- Karl Meli (1938–2012), Schwinger
- Rolf Bänninger (1938–2017), Jazzschlagzeuger und Kaufmann
- Lisbeth Fehr (* 1938), Politikerin
- Willy Müller-Brittnau (1938–2003), Maler und Plastiker
- Marcel Rüedi (1938–1986), Bergsteiger
- Leonhard Scheuch (* 1938), Musikverleger
- Oscar Fritschi (1939–2016), Politiker
- Peter Schellenbaum (1939–2018), Psychoanalytiker und Sachbuchautor
- Hanspeter Danuser (1940–2000), Historiker und Drehbuchautor
- Willi Dolder (* 1941), Fotograf, Naturfotograf und Reiseschriftsteller
- Michael Gempart (1941–2023), Schauspieler
- Markus Imhoof (* 1941), Filmregisseur und Drehbuchautor
- Werner Ignaz Jans (1941–2022), Bildhauer, Radierer, Zeichner und Kunstpädagoge
- Jürg Lamprecht (1941–2000), Biologe
- Jean-Claude Zehnder (* 1941), Organist und Musikwissenschaftler
- Peter Baumberger (1942–2019), Politiker
- Daniel Schönbächler (* als Martin Schönbächler; 1942–2023), römisch-katholischer Ordenspriester und Abt
- Elsbeth Sigmund (* 1942), Schauspielerin und Lehrerin
- Herbert Dimmeler (* 1942), Fussballspieler und Candyman
- Peter Bernhard (1943–2022), Autorennfahrer
- Hans-Ulrich Brunner (1943–2006), Maler
- Peter Eicher (* 1943), katholischer Theologe
- Andreas Kappeler (* 1943), Historiker
- Remo H. Largo (1943–2020), Kinderarzt und Fachbuchautor
- Curt Treier (* 1944), Jazzmusiker
- Roger Girod (* 1945), Jurist und Musiker
- Max Meili (* 1946), Fussballspieler
- Beat Raaflaub (* 1946), Dirigent
- Martin Schwarz (* 1946), Künstler, Autor und Verleger
- Jürg Amann (1947–2013), Schriftsteller
- Bruno Gasser (1947–2010), Künstler
- Werner Ryser (* 1947), Schriftsteller
- Ernst Wohlwend (* 1947), Stadtpräsident
- Peter Fässler-Weibel (1948–2011), Paar- und Familientherapeut
- Maja Ingold (* 1948), Politikerin
- Ernst Rutschmann (* 1948), Fussballspieler
- Markus Griesser (* 1949), Astronom und Publizist
- Werner Seifert (* 1949), Vorstandsvorsitzender der Deutschen Börse AG 1993–2005
- Bernard Thurnheer (* 1949), Unterhaltungskünstler und Sportmoderator
- Hans-Peter Bärtschi (1950–2022), Architekt, Autor, Fotograf und Historiker
- Susanna Roth (1950–1997), Slawistin und Übersetzerin

### 1951 bis 1975
- Urs Amann (1951–2019), Maler
- Urs Berger (* 1951), Versicherungsmanager und ehemaliger Handballspieler
- Rolf Erb (1951–2017), Unternehmer
- Jürg Häusermann (* 1951), Professor für Medienanalyse und -produktion
- Hans Peter Künzle (* 1951), Jazzmusiker und Hochschullehrer
- Carl Kupferschmid (* 1951), Triathlet
- Felix E. Müller (* 1951), Handballspieler und Journalist
- Hansjörg Aemisegger (1952–2025), Radrennfahrer
- Regine Aeppli (* 1952), Politikerin
- Peter Bieri (* 1952), Politiker
- Franz Böni (1952–2023), Autor
- Viktor Giacobbo (* 1952), Autor, Kabarettist, Moderator und Schauspieler
- Reto Parolari (1952–2019), Dirigent
- Rudolf Wachter (* 1954), Klassischer Philologe
- Barbara Widmer (* 1954), Jazzmusikerin
- David Höner (* 1955), Koch, Journalist, Hörspiel- und Theaterautor
- Christian Chrigel Hunziker (1955–2023), Unternehmer und Autor
- Karin Iten (1956–2010), Eiskunstläuferin
- Hans-Jakob Mosimann (* 1956), Rechtswissenschafter
- Stefan Gubser (* 1957), Schauspieler
- Katharina Henking (* 1957), bildende Künstlerin
- Markus Hutter (* 1957), Unternehmer und Politiker
- Martin Buser (* 1958), Schlittenhundesportler
- Jean-Pierre Dürig (* 1958), Architekt
- Tiziana Jelmini (* 1958), Schauspielerin
- Christian Erb (* 1959), Leichtathlet
- Heinz Karrer (* 1959), Manager und Handballspieler
- Mark Kuhn (* 1959), Schauspieler
- Eveline Stähelin (* 1959), Drehbuchautorin und Filmregisseurin
- Marlies Bänziger (* 1960), Politikerin
- Daniel Model (* 1960), Unternehmer
- Matthias Müller (* 1961), Journalist und Schriftsteller
- Marco Rima (* 1961), Schauspieler und Kabarettist
- Aleks Weber (1961–1994), Maler und Zeichner
- Urs Engeler (* 1962), Literat und Verleger
- Thomas Gottschall (* 1962), Theologe
- Christoph Oertli (* 1962), Videokünstler
- Janette Rauch (* 1962), Schauspielerin
- Reto Brennwald (* 1963), Fernsehjournalist, Filmemacher und Moderator
- Hans-Ruedi Büchi (* 1963), Radrennfahrer
- Klodin Erb (* 1963), Malerin
- Roger Bader (* 1964), Eishockeytrainer, Nationaltrainer Österreichs
- Helen Keller (* 1964), Rechtswissenschafterin
- Maurice Pedergnana (* 1964), Ökonom
- Leta Peer (1964–2012), Malerin und Fotokünstlerin
- Dario Zuffi (* 1964), Fussballspieler und -trainer
- Stefan Späni (* 1966), Schulleiter und Nordischer Kombinierer
- Thomas Steger (* 1966), Betriebswirtschaftler
- Thomas Keller (* 1967), Professor für Wirtschaftsinformatik
- Matthias Zehnder (* 1967), Journalist und Autor
- Corrado Filipponi (* 1968), Extrempaddler, Weltrekordhalter und Reise-Fotojournalist
- Helen Iten (* 1968), Jazz- und Popsängerin
- Jürg Stahl (* 1968), Politiker
- Sonja Stettler Spinner (* 1969), Fussballspielerin
- Hans-Ueli Vogt (* 1969), Rechtswissenschaftler und Politiker
- Patrik Ramsauer (* 1970), Fussballspieler
- Haymo Empl (* 1971), Schriftsteller und Moderator
- Ivan Engler (* 1971), Regisseur
- Jeronim Perović (* 1971), Historiker und Politikwissenschaftler
- Maurice Steger (* 1971), Blockflötist und Dirigent
- Urs Villiger (* 1971), Schauspieler
- Chantal Galladé (* 1972), Politikerin
- Michael Stauffer (* 1972), Schriftsteller
- Thomas Handschin (* 1973), Bobsportler und Leichtathlet
- René Weiler (* 1973), Fussballspieler und -trainer
- Marc Zellweger (* 1973), Fussballspieler
- Giorgio Contini (* 1974), Fussballspieler
- Jürg Fleischer (* 1974), Germanist
- Lorenzo Manta (* 1974), Tennisspieler
- Sébastien Singer (* 1974), Cellist
- Patrick Bettoni (* 1975), italienisch-schweizerischer Fussballspieler
- Johannes Reich (* 1975), Rechtswissenschaftler, Hochschullehrer
- Patric Della Rossa (* 1975), Eishockeyspieler
- Dominique Girod (* 1975), Kontrabassist und Komponist

### Ab 1976
- Rolf Kern (* 1976), Unihockeyspieler- und Trainer
- Big Zis (* 1976), Rapperin
- Simone Eisenring (* 1976), Theaterregisseurin
- Patrick Meier (* 1976), Eiskunstläufer
- Natalie Rickli (* 1976), Politikerin
- Christoph Bottoni (* 1977), Segler
- Oliver Roth (* 1977), Musiker
- Michael Zeugin (* 1977), Politiker
- Roman Graf (* 1978), Schriftsteller
- Julia Kohli (* 1978), Kulturjournalistin, Autorin und Illustratorin
- Simon Schoch (* 1978), Snowboarder
- Philipp Schoch (* 1979), Snowboarder
- Annina Butterworth (* 1980), Schauspielerin
- Daniel Fehr (* 1980), Schriftsteller, Kinderbuchautor und Spieleautor
- Ruben Drole (* 1980), Opernsänger (Bassbariton)
- Marcel Herzog (* 1980), Fussballtorhüter
- Lea Saskia Laasner (* 1980), Autorin
- Adrian Wichser (* 1980), Eishockeyspieler
- Roger Rinderknecht (* 1981), BMX- und Mountainbikefahrer
- Manuel Liniger (* 1981), Handballspieler
- Sven Helfenstein (* 1982), Eishockeyspieler
- Yonni Meyer (* 1982), Bloggerin, Kolumnistin und Comedienne
- Matthias Schoder (* 1982), Eishockeytorhüter
- Davide Callà (* 1984), Fussballspieler
- Alexandra Meyer (* 1984), Künstlerin und Performerin
- Pascal Nater (* 1984), Journalist und Kabarettist
- Leander Strupler (* 1984), Unternehmer
- Oliver Scheuner (* 1985), Handballspieler
- Louisa Lamour (* 1986), Erotik- und Pornodarstellerin
- Sebastian Bohren (* 1987), Violinist
- Carol Schuler (* 1987), Schauspielerin und Sängerin
- Aurel Bringolf (* 1987), Handballspieler
- Adrienne Krysl (* 1988), Fussballspielerin und -trainerin
- Michel Avanzini (* 1989), Fussballspieler
- David Graf (* 1989), Olympiateilnehmer im BMX-Fahren
- Nicolas Müller (* 1989), Squashspieler
- Luca Zuffi (* 1990), Fussballspieler
- Steven Zuber (* 1991), Fussballspieler
- Moritz Bauer (* 1992), Fussballspieler
- Andryy (* 1993), Musiker
- Matthias Minder (* 1993), Fussballspieler
- Samir Leuppi (* 1993), Schwinger
- Mirco Müller (* 1995), Eishockeyspieler
- Kalle Koblet (* 1997), Snowboarder
- Lea Schüpbach (* 1997), Handballspielerin
- Saskja Lack (* 2000), Freestyle-Skierin
- Adrian Gantenbein (* 2001), Fussballspieler
- Loïc Lüthi (* 2003), Fussballspieler
- Mika Brunold (* 2004), Tennisspieler

## Bekannte Einwohner von Winterthur
- Elsbeth Stagel (um 1300 – um 1360), Dominikanerin, Mystikerin
- Elisabeth von Ungarn (um 1300), ungarische Landgräfin, Tochter des ungarischen Königs Andreas III
- Hugo von Hegi (um 1410 – 1493), letzter Vertreter des Geschlechts «von Hegi»
- Ambrosius Blarer, auch Abrosius Blauerer (1492–1564), deutscher Reformator und Kirchenliederdichter, starb in Winterthur
- Jos Murer, auch Jodocus Maurer (1530–1580), Glasmaler, Zeichner, Kartograph, Schriftsteller
- Christoph Murer, auch Christoph Maurer (1558–1614), Glasmaler
- Johann Rudolf Schellenberg (1740–1806), Maler, Kupferstecher
- Johann Sebastian Clais (1742–1809), schweizerisch-deutscher Techniker, Unternehmer
- Joseph Philippe de Clairville (1742–1830), französischer Botaniker und Entomologe
- Jakob Michael Reinhold Lenz (1751–1792), Schriftsteller
- Johannes Aberli (1774–1851), Medailleur (Reformationsmedaillen auf Zwingli (1819), Löwendenkmal in Luzern (1821), Karneol der Eidgenossenschaft (1815))
- Johann-Conrad Appenzeller (1775–1850), reformierter Pfarrer und Volksschriftsteller, 1799 bis 1809 Lehrer an der Stadtschule von Winterthur
- Johann Conrad Troll (1783–1858), Pädagoge und Historiker
- Gottfried Semper (1803–1879), deutscher Architekt, baute 1865–1869 das Stadthaus Winterthur
- Ernst Methfessel (1811–1886), deutscher Komponist
- Carl Adams (1811–1849), deutscher Mathematiker
- Salomon Volkart (1816–1893), Kaufmann
- Heinrich Morf (1818–1899), Pädagoge, war Waisenhausdirektor in Winterthur und unterrichtete am Gymnasium und am Lehrerinnenseminar
- Theodor Kirchner (1823–1903), deutscher Komponist, Stadtorganist in Winterthur von 1843 bis 1862
- Salomon Bleuler (1829–1886), Politiker, Journalist
- Johann Georg Schoellhorn (1837–1890), Brauereibesitzer
- Hermann Goetz (1840–1876), deutscher Komponist, wirkte als Stadtorganist in Winterthur
- Felix Paul Weingartner, Edler von Münzberg (1863–1942), österreichischer Dirigent, Komponist, Schriftsteller
- Fritz Schoellhorn (1863–1933), Brauereibesitzer
- Johannes Ninck (1863–1939), deutscher evangelischer Theologe, Schriftsteller
- Ernst Radecke (1866–1920), deutscher Musikwissenschaftler, Komponist
- Alfred Mombert (1872–1942), deutscher Schriftsteller (Befreiung aus dem Konzentrationslager Gurs durch Hans Reinhart 1941)
- Jakob Buchli (1876–1945), Ingenieur
- Albert Einstein (1879–1955), Physiker und Nobelpreisträger
- Heinrich Fehlmann (1880–1952), Versicherungsunternehmer
- Karl Wunderli (1881–1961), Landwirt und Politiker
- Simon Ratnowsky, auch Semjon Ratnowsky (1884–1945), russischer Physiker
- Carl Haensel (1889–1968), deutscher Schriftsteller, Dramatiker und Rechtsanwalt
- Peter Meyer (1894–1984), deutscher Architekt und Kunsthistoriker, Prof. für Systematik und Ästhetik der neueren Baukunst an der ETH Zürich und Universität Zürich
- Karl Matthaei (1897–1960), Orgelpädagoge und Orgelexperte
- Bernhard Henking (1897–1988), Musiker, Komponist
- Emilie Bosshart (1897–1979), Pädagogin, Politikerin
- Emil Frei (1897–1987), Nationalrat und Pädagoge
- Lothar Kempter (1900–2001), Schriftsteller
- Antonio Tusa (1900–1982), Komponist
- Rudolf Zender (1901–1988), Maler, Grafiker und Zeichner
- Markus Breitner (1902–1988), Schauspieler und Theaterleiter
- Franz Bäschlin (1906–1975), Redakteur, Kritiker und Übersetzer
- Walter Robert Corti (1910–1990), Philosoph und Publizist
- Ernst Egli (1912–1999), bildender Künstler
- Andri Peer (1921–1985), Schriftsteller
- Aida Piraccini-Stucki (1921–2011), Geigerin und Pädagogin
- Hans Rudolf Christen (1924–2011), Chemiker
- Willi Gohl (1925–2010), Dirigent, Chorleiter und Komponist
- Lilly Ronchetti (1928–1997), Schriftstellerin
- Heinrich Bruppacher (1930–2010), bildender Künstler
- Alfred Auer (1937–2012), Maler
- Bendicht Fivian (1940–2019), Maler
- Rudolf Meyer (* 1943), Komponist, wirkte als Organist an der Stadtkirche
- Frieda Belinfante (1904–1995), Cellistin, Dirigentin und Widerstandskämpferin gegen den Nationalsozialismus
- Max E. Keller (* 1947), Komponist
- Theres Wey (* 1954), Malerin
- Christopher T. Hunziker (* 1956), Architekt und Künstler
- Dominik Landwehr (* 1958), Journalist, Autor, Medien- und Kulturschaffender
- Adrian Ramsauer (* 1959), Anwalt, Politiker und Autor
- Britta Huttenlocher (* 1962), Künstlerin, wuchs in Winterthur auf
- Peter Stamm (* 1963), Schriftsteller
- Ralph Kunz (* 1964), evangelisch-reformierter Pfarrer und seit 2004 Professor für praktische Theologie an der Universität Zürich
- Anne-Sophie Mutter (* 1963), deutsche Geigerin, kam als 11-Jährige nach Winterthur für ihr Studium bei Aida Stucki (Konservatorium Winterthur)
- Karl-Andreas Kolly (* 1965), Pianist
- Azem Maksutaj (* 1975), kosovarischer Thaiboxer, 14-facher Weltmeister
- Daniela Janjic (* 1984), Autorin
- Florian Meier (* 1987), Kantonsrat (Grüne)